# Jean-Michel Blanquer
Jean Michel Blanquer (París, 4 de desembre de 1964), és un jurista, polític i professor de francès. Fou Ministre de l'Educació Nacional dal 2017 al 2022.

## Biografia
Blanquer va estudiar al Collège Stanislas de París i posteriorment continuar els seus estudis amb un màster en filosofia per la Universitat de París I Panteó-Sorbona, un Diploma d'Estudis Avançats en estudis polítics a l'Institut d'Estudis Polítics de París el 1989 i un doctorat en la Universitat de Panteó-Assas el 1993. Entre 1989 i 1991 va ser investigador a l'Institut Francès d'Estudis Andins de Bogotà.
Va començar la seva carrera com a professor-investigador a la Universitat de Panteó-Assas el 1992, la Universitat François-Rabelais el 1994 i l'Institut d'Estudis Polítics de Lille el 1996. L'any 1998 va ser nomenat director de l'Institut des Hautes Études d'Amérique Latine. Fins a 2004 va ser professor de dret a la Universitat de la Sorbonne Nova i a l'Institut d'Estudis Polítics de París. Entre 2004 i 2006 va ser rector de l'Académie de la Guyane i entre 2007 i 2009 ho va ser de l'Académie de la Crèteil.
En desembre de 2009 va ser nomenat Director General d'Ensenyament Escolar (DGESCO) del ministre d'educació Luc Chatel, sota la presidència de Nicolas Sarkozy, càrrec que va ocupar fins a novembre de 2012. En 2013 va esdevenir director general de l'ESSEC Business School. El 17 de maig de 2017 va ser nomenat ministre d'educació, sota la presidència d'Emmanuel Macron, on segueix amb el govern Jean Castex (6 de juliol de 2020).

## Obra
Al llarg de la seva carrera ha mantingut forts vincles professionals i acadèmics amb l'Amèrica Llatina. Té diferents obres publicades sobre dret constitucional, teoria del dret i l'Amèrica Llatina.
- Amb Dario Fajardo, La decentralizacion en Colombia, estudios y propuestas, Ediciones IFEA/UNC, Bogotá, 1991.
- Michel Baroin, les secrets d'une influence. Plon, Paris, 1992.
- Amb Jérôme Cordelier, Le Sérail, histoire d'une promotion de l'ENA. Librairie académique Perrin, Paris, 1995.
- Changer d'ère : progrès, déclin, transformation. Descartes et compagnie, Paris, 1996.
- Director amb Christian Gros, La Colombie à l'aube du troisième millénaire, IHEAL, Paris, 1996.
- Director amb Olivier Beaud, La Responsabilité des gouvernants, Descartes et compagnie, Paris, 1999.
- Amb Hélgio Trinidade Helgio, Les Défis de l'éducation en Amérique latine, IHEAL, Paris, 2000.
- Les Études de la documentation française : Amérique latine, 2002.
- Amb Isidoro Cheresky, De la ilusión reformista al descontento ciudadano : las elecciones en Argentina, 1999-2001, Homo Sapiens ediciones, Rosario IHEAL, Paris, Instituto de Investigaciones Gino Germani (Universidad de Buenos Aires, Facultad de Ciencias Sociales), 2003.
- Amb Hélène Quanquin, René Rémond, Willibald Sonnleitner i Christine Zumello, Voter dans les Amériques, 2005.
- Amb Fernando Carrillo Flórez i Willibald Sonnleitner, Explorando los territorios del voto : hacia un atlas electoral de Centroamérica. CAUDAL, Guatemala, CEMCA, México, 2006.
- L'école de la vie. Pour que chacun puisse réussir, Paris, Odile Jacob, 2014.
- L'Ecole de demain: Propositions pour une Éducation nationale rénovée, Paris, Odile Jacob, 2016.